# Bugs (kinematografia)
Bugs (z ang. „robaki”, także „błędy”), inaczej goofs (z ang. „gafy”) – błędy zaistniałe w filmie niepoprawione przez twórców na etapie produkcji, a dostrzeżone w gotowym filmie.

## Przykłady
- Obecny w kadrze sprzęt filmowy lub członek ekipy filmowej, np. kamera odbijająca się w lustrze, widoczne mikrofony.
- Błędy związane z ciągłością akcji pomiędzy ujęciami, np. różnice w położeniu przedmiotów, ubiorze aktorów, zmieniające się oświetlenie.
- Nieścisłości historyczne, anachronizmy, rekwizyty niepasujące do czasu akcji filmu.
- Błędy dotyczące warstwy dźwiękowej, np. zła synchronizacja dźwięku z obrazem, ruch ust aktora niepasujący do wypowiadanej kwestii.
- Wszelkiego rodzaju błędy scenariuszowe, dziury fabularne.